# Musculus longissimus
Der Musculus longissimus (lat. für „längster Muskel“) ist ein Skelettmuskel des Rückens, der zur sogenannten „ortsständigen Rückenmuskulatur“, genauer zum sakrospinalen System (Systema sacrospinale) gehört. Er erstreckt sich über die gesamte Länge des Rückens, vom Kreuzbein bis zum Kopf. Er liegt zwischen Musculus iliocostalis und Musculus semispinalis, die ebenfalls zur Gruppe des Musculus erector spinae („Aufrichter der Wirbelsäule“) gehören und der „epaxialen“ Stammmuskulatur zugeordnet sind. Seine Anteile liegen rückenseitig (dorsal) der Querfortsätze der Wirbel (Processus transversi).
Der M. longissimus dorsi wird bei Schlachttieren küchensprachlich als Lachs bezeichnet.

## Gliederung
Der Musculus longissimus wird in 4 (bei Pferden 5) Abschnitte gegliedert, die kulissenartig aufeinanderfolgen:
- Musculus longissimus lumborum („längster Muskel der Lende“)
- Musculus longissimus thoracis („längster Muskel des Brustkorbs“)
- Musculus longissimus cervicis („längster Muskel des Halses“)
- Musculus longissimus atlantis („längster Muskel des Atlas“): nur bei Pferden, gelegentlich bei Hunden
- Musculus longissimus capitis („längster Muskel des Kopfes“)

Der Musculus longissimus lumborum entspringt am Darmbein und an den Dornfortsätzen der Wirbel (Processus spinosi). Der Faserverlauf der Muskelfasern ist kopfwärts-seitlich (kraniolateral). Von seiner kräftigen Faszie senkt sich eine Abspaltung zwischen Musculus longissimus und Musculus iliocostalis ein, die als Bogorodsky-Zwischensehne bezeichnet wird. Beide Muskeln lassen sich im Lendenbereich praktisch nicht voneinander trennen. Die Muskelfasern setzen an den Querfortsätzen der Wirbel an, einige Muskelzacken auch an den zusätzlichen Fortsätzen (Processus accessorii).
Der Musculus longissimus thoracis entspringt ebenfalls an den Dornfortsätzen und setzt an den zusätzlichen und Querfortsätzen sowie an den Rippenrändern (Tuberositas musculi longissimi) an. Im oberen Brustbereich (bei Tieren entsprechend im vorderen) wird der Muskel schmaler und die Sehnen setzen am Tuberculum costae der Rippen an.
Der Musculus longissimus cervicis entspringt an den Querfortsätzen der ersten 5 bis 8 Brustwirbel und zieht zu den Querfortsätzen der letzten 3 bis 5 Halswirbel.
Ein Musculus longissimus atlantis ist nur bei Pferden deutlich, gelegentlich tritt er auch bei Hunden auf. Er verläuft unterhalb des Musculus longissimus capitis und setzt am Atlasflügel (Ala atlantis) an.
Der Musculus longissimus capitis entspringt an den Querfortsätzen der ersten Brust- und den Gelenkfortsätzen (Processus articulares) der letzten Halswirbel und setzt am Processus mastoideus des Schläfenbeins an.

## Funktion
Bei beidseitiger Kontraktion bewirkt der Muskel eine Aufrichtung (Streckung) der Wirbelsäule (ein Hohlkreuz, Lordose) und das Anheben des Halses. Bei einseitiger Kontraktion wird die Wirbelsäule seitwärts gebeugt (s. a. Skoliose).